# Nikão
Maycon Vinicius Ferreira da Cruz, genannt Nikão, (* 29. Juli 1992 in Montes Claros) ist ein brasilianischer Fußballspieler. Der Linksfuß spielt im offensiven Mittelfeld oder alternativ im Angriff.

## Karriere
Nikão durchlief in seiner Jugendzeit Stationen bei mehreren namhaften Klubs, u. a. auch in Europa bei PFK ZSKA Moskau und PSV Eindhoven. Letztlich schaffte bei Atlético Mineiro aus Belo Horizonte den Sprung in den Profikader. In der Série A 2010 bestritt der Spieler am 10. Oktober sein erstes Spiel als Profi gegen den SC Internacional. Bereits sein zweites Spiel war dann sein erstes auf internationaler Ebene. In der Copa Sudamericana 2010 spielte er am 27. Oktober gegen die SE Palmeiras. Nach Ende der Saison schlossen sich aber nur noch Leihgeschäfte an, die bis zum Auslaufen des Vertrages Ende 2014 anhielten. 2015 wechselte Nikão dann zum Athletico Paranaense. 2018 steuerte er vier Turniertore zum Sieg der Copa Sudamericana 2018 bei. Im Folgejahr gewann Nikão mit seinem Klub den nationalen Pokal Copa do Brasil 2019. 2021 gelang dem Verein erneut der Triumph in der Copa Sudamericana. Beim 1:0-Finalsieg über Red Bull Bragantino erzielte Nikão in der 29. Spielminute den Treffer des Tages.
Zur Saison 2022 wechselte Nikão zum FC São Paulo. Der Vertrag erhielt eine Laufzeit über drei Jahre. Die Ablösesumme und das Handgeld zusammen betrugen rund zehn Millionen Real. Bereits zur Jahreswende verließ der Spieler den Klub wieder. Er wechselte zum künftigen Ligakonkurrenten in der Série A dem Cruzeiro EC. Da der Wechsel für Nikão auch eine Herzensangelegenheit war, nahm er mit dem Wechsel auch Gehaltseinbußen in Kauf. Bei São Paulo verdiente er 600.000 Real jährlich. Nachdem dem finanziell weiterhin angeschlagenen Klub in der Série B 2022 als Meister der Aufstieg gelungen war, hatte dieser für die Saison 2023 einen Höchstlohn für Spieler von 300.000 Real festgelegt. Der Vertrag enthielt die Option, dass Nikão nach dem Ende des Vertrages mit São Paulo fest zu Cruzeiro wechseln kann. Die Option wurde von dem Klub nicht wahrgenommen.
Nachdem der Spieler für Sáo Paulo noch in der Staatsmeisterschaft von São Paulo 2024 im Supercopa do Brasil antrat, wurde er für die Austragung der Série A 2024 wieder verliehen. Nikão kehrte befristet bis zum Jahresende zu Athletico Paranaense zurück. Seite Rückkehr durchlief durchwachsen. Nach Meinungsverschiedenheiten mit Trainer Martín Varini wurde er im September suspendiert. Nachdem dieser entlassen worden war, fand er unter Luis González wieder Berücksichtigung. Für die Fans des Klubs wurde er als einer der Schuldigen für den Abstieg des Klubs ausgemacht. Der Klub war am letzten Spieltag der Série A auf den 17. Platz gelandet und fand sich damit auf einen Abstiegsplatz in die Série B 2025 wieder.
Nikão kehrte zur Saison 2025 nicht wieder zu Sáo Paulo zurück. Er wechselte nach China, wo er beim Guangdong GZ-Power FC einen Kontrakt unterzeichnete. Sein Debüt für die Chinesen gab der Spieler am 15. März 2025 in der China League One, der zweiten nationalen Liga. Sein Klub spielte zuhause gegen den Yanbian Longding FC. In der Partie stand er in der Startelf und wurde in der 80. Minute für Xia Dalong ausgewechselt.

## Erfolge
Athletico Paranaense
- Staatsmeisterschaft von Paraná: 2016, 2020
- Copa Sudamericana: 2018, 2021
- Copa Suruga Bank: 2019
- Copa do Brasil: 2019

Sáo Paulo
- Supercopa do Brasil: 2024